# Katanda
Katanda (ros. Катанда) – wieś w Rosji, w Republice Ałtaju, w rejonie ust-koksińskim. W 2010 liczyła 1038 mieszkańców.